# Mathieu Terence
Mathieu Terence, nacido en 1972 en Saint-Germain-en-Laye, es un escritor, poeta y ensayista francés.

## Biografía
Mathieu Terence pasó su niñez en Biarritz y estudió Psicología en la Universidad de Burdeos, antes de volcarse en la escritura.
En 2000 obtiene el premio François Mauriac de la Academia Francesa por su novela Journal d'un cœur sec. Fue premiado con la beca Cioran en 2012.

## Temas
En su ensayo Le transhumanisme est un intégrisme (2016), aborda el nuevo concepto del transhumanismo, que califica como imposture mêlant mythologie et technologie. El autor cree que el transhumanismo, que se inicia con la New Age anticonsumista ha terminado por convertirse en una sociedad ultraliberal. Para él, la ideología deseable ha de proponer la llegada de un hombre qui s'adapte, qui est performant, rentable.
Terence cuestiona la noción de progreso y la idea de la evolución de la sociedad: 

la vie reste du domaine de l'aléatoire, de l'impondérable, de la liberté […] à éradiquer toute idée de hasard on s'en prend à ce qui, pour moi, constitue la vie humaine; c'est la liberté.

### Relatos
- La Belle, Paris, Éditions Grasset, 2013.

### Novelas
- Fiasco, Paris, Éditions Phébus, 1997. Premio Bourse Hachette de l'écrivain 1998.
- Journal d’un cœur sec, Paris, Éditions Phébus, 1999. Premio François-Mauriac 2000.
- Maître-Chien, Paris, Éditions Phébus, 2004.
- Technosmose, Paris, Gallimard, 2007.
- L’Autre Vie, Paris, Gallimard, 2009.
- Le Talisman, Paris, Grasset, 2016.

### Cuentos
- Les Filles de l'ombre, Paris, Éditions Phébus, 2002. Premio Nouvelle de l'Académie française, 2002.
- La tête ailleurs, en el libro Une chambre en ville, Edwarda, col. verano 2011.
- La conférence, en la revista Edwarda, verano 2014.
- Filles de rêve, Éditions L'Arbre vengeur, 2016.

### Poesía
- Aux dimensions du monde, Paris, Éditions Léo Scheer, 2004

### Ensayo
- Palace Forever, Biarritz, Éditions Distance, 1996.
- Présence d'esprit, Paris, Éditions Stock, 2010.
- Petit éloge de la joie, Paris, Éditions Gallimard, 2011.
- Le devenir du Nombre, Paris, Éditions Stock, 2012.
- Zigor, Cailloux sur le chemin de Pan, catálogo de la exposición Ibaidar, 2012.
- Chair philosophale, Paris, Éditions Edwarda, 2013.
- Masdar, la mue du monde, Paris, Éditions Les belles lettres, 2014.
- Le transhumanisme est un intégrisme, Paris, Éditions du Cerf, 2016.

### Artículos en revistas
- « Remarques sur Carlo Michelstaedter », Le Cadavre bouge encore (Précis de réanimation littéraire), Léo Scheer-Chronic'art, 2002.
- « Linda Lê, l’Oiseau rare », revista Inculte, n° 3, 2005.
- « Tausk, un vandale au cœur tendre », La Revue : Perspectives critiques, n° 3, Paris, PUF, 2007.
- « Soleil du style », Le Siècle de la NRF, Paris, Gallimard, 2009.
- « Michael Jackson s'appelle Demain », Le Monde, 8 de julio de 2009.
- « Mutations », dans la revue Le Débat, París, primavera 2010.
- « Mondialopolis », NRF, París, verano 2010.
- « Après le temps », L'Odyssée Folio SF, Gallimard, 2010.
- « Les dames de Fontainebleau », revista Le monde de l'art, verano 2011.
- « Deux hérauts de notre temps », revista l'Infini, verano 2011.
- « Steve Jobs, l'avenir d'une religion », Le Monde, 10 de octubre de 2011.
- « Mais que fait la Polis ? », revista La Règle du jeu, enero de 2012.
- « Comme je respire », revista La Règle du jeu, mayo de 2012.
- "La Renaissance, l'inattendue", revista L'infini, verano 2012.
- "Ségalen, le paradis retrouvé", revista La règle du jeu, otoño 2012.
- "Sils Maria, retour-aller", revista Possession immédiate, volumen 1, febrero de 2014.
- "Plus jeune que l'aube", revista Le monde d'Hermès, primavera-verano 2014.
- "Duino", revista Possession immédiate, volumen 2, diciembre de 2014.
- " Le surf idéal", revista Possession immédiate, volumen 3, mayo de 2015.
- "Cap Canaveral", revista Possession immédiate, volumen 4, noviembre de 2015.
- "Le principe de Persée", revista Possession immédiate, volumen 5, mayo de 2016.
- "L'illusion d'un avenir", web Figarovox, octubre de 2016.

### Prólogos
- Barbellion, Journal d’un homme déçu, París, Éditions Phébus, 1999.
- Frederic Prokosch, Ma Sauvage Amérique, París, Éditions Phébus, col. « Libretto », 2004.
- Jules Barbey d'Aurevilly, L'Amour impossible, París, Éditions Léo Scheer, col. Melville, 2008.
- « Entretien à propos de Baudelaire », Les Fleurs du mal, col. Classique et compagnie, Hatier, 2011.
- Prólogo a "Réflexions sur les passions", de Cardinal de Bernis, col. Rivages-poche, Payot, 2015.
- Prólogo a "Mauvaises pensées", de Paul Valéry, col. Rivages-poche, Payot, 2016.